# Eulophia dentata
Eulophia dentata är en orkidéart som beskrevs av Oakes Ames. Eulophia dentata ingår i släktet Eulophia och familjen orkidéer. IUCN kategoriserar arten globalt som starkt hotad. Inga underarter finns listade i Catalogue of Life.